# Anna-Katharina Tonauer
Anna-Katharina Tonauer (* 1989) ist eine österreichische Opernsängerin in der Stimmlage Mezzosopran.

## Biografie
Anna-Katharina erhielt von Kindheit an Gesangs- und Instrumentalunterricht an der Musikschule Innsbruck und absolvierte dann ein Gesangsstudium an der Musikhochschule Wien, das sie 2015 bei Gabriele Fontana und Karlheinz Hanser mit Auszeichnung abschloss. Meisterkurse bei Brigitte Fassbaender, Anne Sofie von Otter, Helmut Deutsch und Leopold Spitzer rundeten ihre Ausbildung ab.
Seit der Spielzeit 2016/17 ist sie Mitglied des Solistenensembles am Münchner Staatstheater am Gärtnerplatz. An diesem Haus stellte sie u. a. die Dorabella in Così fan tutte, den Hänsel in Hänsel und Gretel, die Olga in Eugen Onegin, die Nancy in Martha, die Angelina in La Cenerentola, die Rosina in Il barbiere di Siviglia, die Muse/Niklas in Hoffmanns Erzählungen, die Charlotte in Werther, den Cherubino in Le nozze di Figaro und Frau Reich in Die lustigen Weiber von Windsor dar. Gastengagements als Angelina in La Cenerentola führten sie an das Pfalztheater Kaiserslautern und an das Stadttheater Heilbronn. Ihr Debüt am Theater Frankfurt gab sie 2018 als Tisbe in La Cenerentola und war dort 2023 als Nancy in Martha zu Gast.

## Preise und Auszeichnungen
- Finalistin beim Internationalen Johannes Brahms Wettbewerb, Pörtschach (2014)[1]
- 1. Preis bei Musica Juventutis (2014)
- 1. Preis beim Internationalen Otto-Edelmann-Wettbewerb, Wien (2015)[13]

## Diskografie
- Guido Mancusi: Passio Domini Secundum Joannem mit Anna-Katharina Tonauer als Altsolistin, Chorus Duplex Wien, Louie’s Cage Percussion. CD erschienen bei Paladino (2016)